# Cyrestis nivalis
Cyrestis nivalis är en fjärilsart som beskrevs av Felder 1867. Cyrestis nivalis ingår i släktet Cyrestis och familjen praktfjärilar. Inga underarter finns listade i Catalogue of Life.